# Граблі (герб)
Гра́блі (Ґраб'є, Хлевьотки, Грабя, Грабиць, Граби, Коціна, Раструм, Щуки, пол. Grabie, Chlewiotki, Grabia, Grabic, Graby, Kocina, Rastrum, Szczuki) — шляхетський герб богемського походження.

## Опис
Каспер Несецький так описує герб:
Мають бути білі граблі покладені вгору й увіткнуті в зелений пагорб, з сімома зубцями, в жовтім полі; над шоломом і короною п'ять страусиних пір'їн.[джерело?]
Граф Юліуш Островський дає такий опис:
Граблі в золотому полі увіткнуті на пагорбі зеленому, семизубі, срібні. Над шоломом в короні п'ять страусиних пір'їн.[джерело?]
Пйотр Малаховський подає наступний опис герба:
У жовтому полі, на зеленому пагорбі, стоять вертикально білі граблі з сімома зубцями. На клейноді — п'ять страусиних пір'їн. Намет — жовтий, підбитий зеленим.[джерело?]

## Історія
Ян Длугош так розповідає про появу цього герба в Польщі: Принесений цей герб з Чехії в Польщі за часів правління короля Вацлава II чехом на ім'я Граб'є, який осів у серадзькій землі, недалеко Пйотркова на землях, названих Воля, на яких виникло село Грабина Воля, назване на його честь.[джерело?]
Граф Юліуш Островський вказує:  Один із найстаріших наших гербів — згадки про нього є в судових записах початку XIV століття. Походив з Чехії. Слово Хлевьотки й по сьогоднішній день у мазурів означає "граблі".[джерело?] Пйотр Малаховський додає: з Чехії до Польщі прибув 1302 року, за часів правління Вацлава II, короля польського і чеського. Печатку з таким гербом з 1287 року вживала чеська шляхта. Найстаріша польська печатка із зображенням гербу Граблі — печатка Єжи з Коціни з 1345 року. Перша писемна згадка про герб з 1398 року.[джерело?]

## Роди
- Артиховські (Artychowski), Архутовські (Archutowski), Арцеховські (Arciechowski), Арціховські (Арциховські) (Arcichowski).
- Беняшовські (Bieniaszowski).
- Вабенські (Wabieński), Вадоловські (Wadołowski), Вайсси (Вейсси) (Weiss), Вацовські (Wacowski), Вельоґурські (Wielogórski), Венґлевські (Węglewski), Венґльовські (Węglowski), Випиські (Wypyski), Вишенські (Wyszeński), Вишинські (Wyszyński), Віршилл (Wirszyłł), Віршилло (Wirszyłło), Вісенські (Wisieński), Вісинські (Wisiński), Вішенські (Wiszeński), Вішинські (Wiszyński), Воленські (Woleński), Волінські (Woliński), Вондолковські (Wądołkowski), Вондоловські (Wądołowski).
- Гаспарські (Gasparski), Ґзовські (Gzowski), Гіжицькі (Giżycki), Гойлавичі (Gojławicz), Гойлевичі (Gojlewicz), Голушкевичі (Hołuszkiewicz), Ґонсьоровські (Gąsiorowski), Ґонсьорські (Gąsiorski), Горські (Gorski), Госцемінські (Gościemiński), Госцімінські (Gościmiński), Госцімські (Gościmski), Гощимінські (Goszczymiński), Граба (Graba), Граб'є (Grabie), Граби (Graby), Грабковські (Grabkowski), Граблевські (Grablewski), Грабські (Grabski), Граб'я (Grabia), Градовські (Gradowski), Гриценки (Hrycenko), Гуревичі (Gurewicz, Hurewicz).
- Димитровські (Dymitrowski), Дмитровські (Dmytrowski), Добровольські (Dobrowolski), Доброговські (Dobrogowski), Доброгойські (Dobrogojski), Доброгости (Dobrogost), Доманські (Domański), Домбровські (Dąbrowski), Дрожевські (Drożewski), Дронждзевські (Drążdzewski).
- Жупановські (Żupanowski), Жупрановські (Żupranowski).
- Завіші (Zawisza), Заруські (Zaruski), Зве(р)жховські (Zwierzchowski), Злочевські (Złoczewski), Злочковські (Złoczkowski), Злочовські (Złoczowski).
- Ігори (Igor).
- Катричі (Katrycz), Кіюць (Kijuć), Книшевські (Kniszewski), Кобеські (Kobeski), Кобецькі (Kobecki, Kobiecki), Козиковські (Козіковські) (Kozikowski), Кокотеки (Kokotek), Коцінські (Kociński), Кочинські (Koczyński), Кроґери (Kroger, Krogier), Крочинські (Kroczyński), Крочовські (Kroczowski), Куклинські (Kukliński).
- Лессель (Lessel), Лешня (Лесьня) (Leśnia), Лєсний (Лешний, Лісний) (Leśny), Липські (Ліпські) (Lipski), Лубковські (Łubkowski), Лущевські (Łuszczewski).
- Мазовські (Mazowski), Мазуги (Mazuga), Метельські (Mietelski), Мікоші (Mikosz), Місковські (Miskowski), Місовські (Misowski), Мішковські (Miszkowski), Моґленцькі (Moglęcki), Моклаки (Mokłak), Моклоки (Mokłok), Мольмори (Molmor), Муселевичі (Musielewicz), Муссюлевичі (Mussiulewicz).
- Насутичі (Nasuticz), Насутовичі (Nasutowicz), Непартські (Niepartski), Непарцькі (Nieparcki).
- Ольбрахцицькі (Olbrachcicki).
- Павловські (Pawłowski), Паздерські (Pazderski), Песціровські (Pieścirowski), Песцьорецькі (Pieściorecki), Песцьо(р)жецькі (Pieściorzecki), Песцьоровські (Pieściorowski), Псуцькі (Psucki).
- Радзінські (Radziński), Ратовти (Ratowt), Рашевські (Raszewski), Ринські (Ryński), Рошковські (Roszkowski), Рощковські (Roszczkowski).
- Свиди (Свіди) (Świda), Свежевські (Świeżewski), Све(р)жанські (Świerzański), Све(р)жевські (Świerzewski), Сверковські (Świerkowski), Сверчевські (Świerczewski), Свешевські (Świeszewski), Свешовські (Świeszowski), Скашевські (Skaszewski), Скашовські (Skaszowski), Скушевські (Skuszewski), Славці (в одн. - Славець) (Sławiec), Слуцькі (Słucki), Стасевські (Stasiewski), Стренковські (Strękowski).
- Табачинські (Tabaczyński), Табуневичі (Tabuniewicz).
- Хлевйотка (Chlewiotka), Хлевйотко (Chlewiotko).
- Чаплицькі (Czaplicki), Чарновські (Czarnowski)[1], Чарномські (Czarnomski), Чарнявські (Czarniawski), Чепірські (Czepirski), Чечерба (Czeczerba), Чечербо (Czeczerbo), Чуприновські (Czuprynowski), Чурановські (Czuranowski).
- Щуки (Sczuka, Szczuka), Щиперські (Sczypierski, Szczypierski), Щипйорські (Szczypiorski).
- Явойші (Jawoysz), Явчичі (Jawczycz), Ялб(р)жики (Jałbrzyk), Ялб(р)жиковські (Jałbrzykowski).